# Quinsy Gario

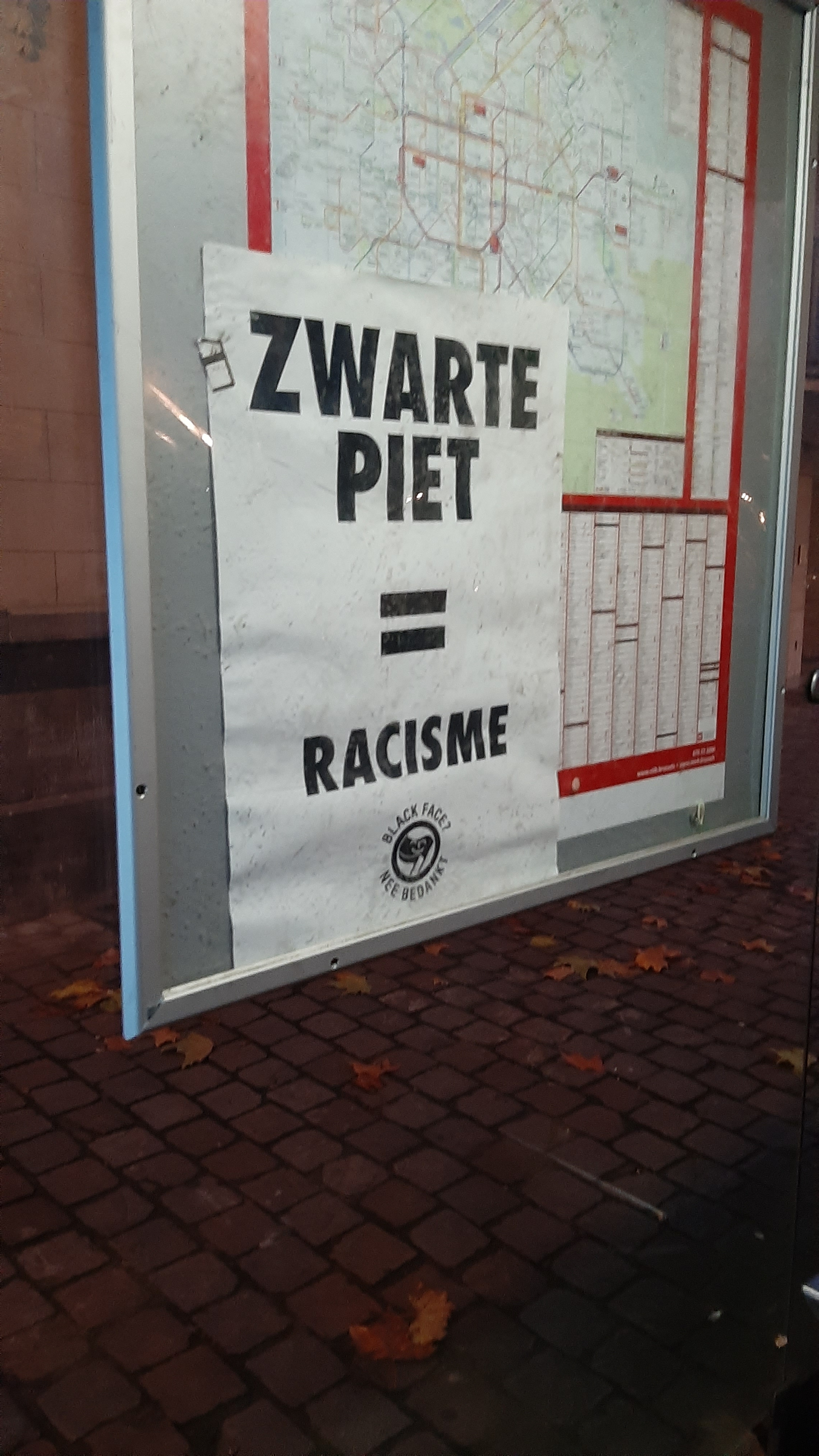
Poster met de tekst "Zwarte Piet = Racisme"

Quinsy Gario (Curaçao, 7 april 1984) is een Curaçaos-Nederlands dichter, kunstenaar, en activist. Gario werd in Nederland landelijk bekend door zijn bijdragen aan het project Zwarte Piet Is Racisme en het zwartepietendebat.

## Biografie
Quinsy Gario werd geboren op Curaçao. Hij is de zoon van kunstenares Glenda Martinus en broer van dichter Jörgen Gario, zijn vader komt uit Aruba. Het gezin woonde op Sint Maarten. Na de orkaan Luis in 1995 gingen zijn ouders uit elkaar en verhuisden ze met hun moeder naar Nederland. Gario studeerde mediastudies en gender aan de Universiteit Utrecht en richtte zich na zijn bachelor op zijn artistieke carrière. Onder de naam T. Martinus werden de gedichten 'Belletje Trekken' en 'Horrorscope' in 2008  gepubliceerd in nrc.next. In 2011 won hij de Hollandse Nieuwe Theatermakersprijs van het MC Theater. Gario heeft deelgenomen aan verschillende tentoonstellingen, waaronder Identities in het Wereldmuseum Rotterdam en In the Presence of Absence in het Stedelijk Museum Amsterdam, beide in 2020. Gario is lid van het Amsterdamse pan-Afrikaanse kunstenaarscollectief State of L3 en schrijverscollectief Simia Literario. In 2012 startte Gario de radiotalkshow Roet in het Eten op het Amsterdamse multiculturele radiostation MART Radio, dat twee jaar later een twaalfdelig programma werd op RTV-7. Gario leverde bijdragen aan LOVER en activiteiten van het NiNsee. Hij presenteerde in 2014 de elfde editie van het Afrovibes Festival. In 2016 werd de eerste Black Achievement Award aan hem toegekend. In 2017 won hij de  KABK MA scriptieprijs voor zijn masterscriptie On Agency and Belonging bij de studie Artistic Research aan de Koninklijke Academie van Beeldende Kunsten in Den Haag.

## Zwarte Piet Is Racisme
Zwarte Piet Is Racisme was een project van Gario en Jerry Afriyie (dichter en activist) vanuit Stichting Nederland Wordt Beter. Bij dat project confronteerden Gario en Afriyie mensen met dit perspectief door in het openbaar T-shirts te dragen met de leus zwarte piet is racisme. De eerste keer dat Gario in het openbaar dat T-shirt droeg was op 1 juni 2011, in Theatercafé De Bastaard in Utrecht. Bij de landelijke intocht van Sinterklaas in Dordrecht op 12 november 2011 droegen Gario en Afriyie de T-shirts met de leus, waarna zij, Siri Venning en Steffi Weber gearresteerd werden. Dit kwam in het (internationale) nieuws. Gario en Afriyie dienden een klacht in bij de politie omdat zij zich beperkt voelden in hun vrijheid van meningsuiting.
Van 2011 tot en met 2014 verscheen Gario vrij geregeld op de Nederlandse televisie om zijn standpunten over Zwarte Piet toe te lichten, meestal gevolgd door grootschalige kritiek en afkeer in diverse media. In 2013 kreeg Gario steun van hoofddocent aan de University of the West Indies en voorzitter van de werkgroep voor mensen van Afrikaanse Afkomst van de Verenigde Naties Verene Shepherd, die ook het Sinterklaasfeest als racistisch benoemde, wat ook Shepherd op kritiek kwam te staan. In oktober 2013 liet UNESCO weten dat de Nederlandse Sinterklaastraditie niet zou worden onderzocht op racistische aspecten.
In 2014 spanden tegenstanders van Zwarte Piet, onder wie Gario en Sunny Bergman, een proces aan; de Raad van State oordeelde dat de burgemeester de vergunning voor de intocht van 2013 terecht had afgegeven. De burgemeester hoort alleen de openbare orde en veiligheid in de afweging te betrekken.
Gario stapte in augustus uit het overleg omdat het volgens hem niet relevant zou zijn om te onderhandelen over afzwakking van het racisme in de figuur van Zwarte Piet.
Zwarte Piet is Racisme begon in 2014 samen met Stop Blackface en Zwarte Piet Niet met Kick Out Zwarte Piet. Gario is sindsdien niet meer betrokken bij de campagne.

## BIJ1
Voor de Tweede Kamerverkiezingen 2021 stond Gario voor de politieke partij BIJ1 op de tweede plaats van de kandidatenlijst, die op 31 oktober 2020 werd vastgesteld in de algemene ledenvergadering. Bij de verkiezingen kreeg hij 2.409 voorkeurstemmen. De partij kwam met een zetel in de Tweede Kamer, waarop Sylvana Simons lid werd van de Kamer, aangezien zij als lijsttrekker de meeste voorkeurstemmen had ontvangen.
In juli 2021 werd het lidmaatschap van Gario opgeschort naar aanleiding van een extern onderzoek naar signalen van onveiligheid binnen de partij. De partij liet weten dat het niet ging om seksueel grensoverschrijdend gedrag. Het Bij1-partijbestuur zei dat de klachten verscheidene signalen betroffen van herhaaldelijk en langdurig "manipulatief, disrespectvol en toxisch gedrag".
Begin november 2021 zegde Gario het lidmaatschap van Bij1 op.

## Trivia
- Tweede Kamerlid Michel Rog noemde Gario in november 2014 via Twitter een "Graaipiet" vanwege een in zijn ogen buitenproportionele vergoeding die Gario vroeg voor een optreden in een politiek café in Kampen (een vergoeding van €500, reiskosten en een diner voor twee personen). Hierop deed Gario aangifte bij de politie.[42]
- In augustus 2015 had Gario een conflict met de toenmalige Amsterdamse burgemeester Eberhard van der Laan omdat Gario veronderstelde dat de jaarlijkse herdenking van Kerwin Duinmeijer moest wijken voor Sail Amsterdam, en daarover een bericht plaatste op Twitter. Dit bleek echter niet te kloppen; Gario liet weten dat hij de verkeerde conclusie had getrokken.[43]